# Myotis bombinus
Myotis bombinus es una especie de murciélago de la familia Vespertilionidae.

## Distribución geográfica
Se encuentra en el este de Asia. Poco frecuente en la península coreana, pasa el invierno hibernando en cuevas.